# McFlurry

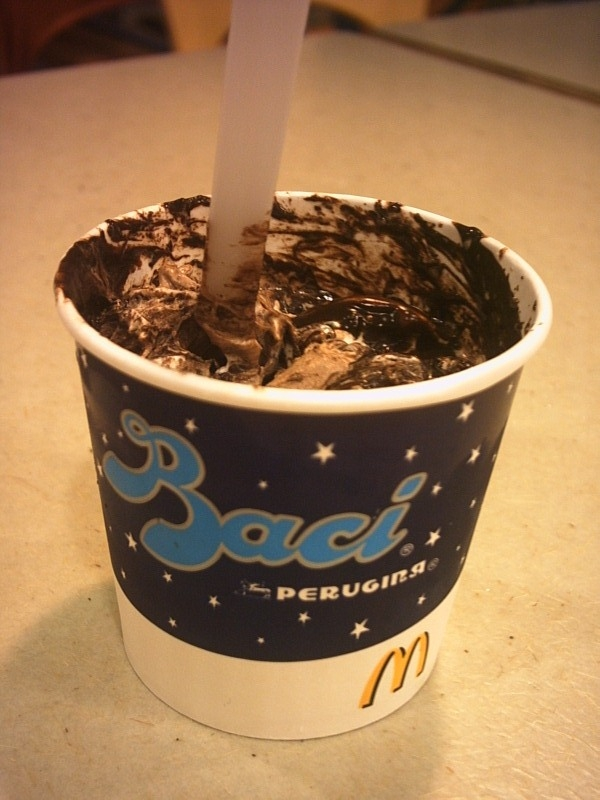
McFlurry de chocolate en Italia.

El McFlurry es una marca de helado de diversos sabores, producido y distribuido por la cadena internacional de restaurantes de comida rápida McDonald's. 

## Historia
Fue lanzado por primera vez en 1997. Solo existía en su versión KitKat con caramelo. Fue creado por un franquiciado canadiense de McDonald's, Ron McLellan, en Bathurst au Nouveau-Brunswick (Canadá). Fue introducido en Canadá en 1997, y en Estados Unidos y otros países en 1998.

## Preparación
El McFlurry consta de helado batido suave con sabor a vainilla en una vaso de cartón. Se agregan varios tipos de dulces o galletas a la taza, que luego se mezclan con una cuchara especialmente diseñada con un orificio en el mango que está unido a una licuadora. Actualmente estas cucharas han sido reemplazadas por unas de madera, para reducir el uso excesivo de plástico en nuestro planeta.   
Los sabores de McFlurry varían de un país a otro y se suelen introducir nuevos sabores con regularidad. 
Algunas de las variantes de McFlurry más distribuidas a nivel mundial incluyen Oreo, M&M's, Kit Kat, entre otras. 
El helado en un McFlurry es el mismo que McDonald's utiliza para el resto de sus helados en conos y copas de helado .  
A partir de fines de 2016, McDonald's comenzó a eliminar los sabores artificiales de su helado de vainilla. El cambio fue parte de un esfuerzo por recuperar los más de 500 millones de visitas de clientes que había perdido desde 2012.    